# Val di Zoldo, Veneto
Val di Zoldo är en ort och kommun i provinsen Belluno i regionen Veneto i Italien. Kommunen hade 3 156 invånare (2018).
Kommunen bildades den 23 februari 2016 genom en sammanslagning av de tidigare kommunerna Forno di Zoldo och Zoldo Alto. Namnet på kommunen kommer från dalen med samma namn.